# Adam Moskała
Adam Sylwester Moskała (ur. 24 grudnia 1895 w Bieżanowie, zm. ?) – major piechoty Wojska Polskiego.

## Życiorys
Urodził się w Bieżanowie, w ówczesnym powiecie wielickim Królestwa Galicji i Lodomerii, w rodzinie Antoniego i Heleny z Cebulskich.
W czasie I wojny światowej początkowo walczył w szeregach Legionów Polskich , a następnie w szeregach cesarsko-królewskiej Obrony Krajowej. Jego oddziałem macierzystym był Pułk Strzelców Nr 16. Na stopień podporucznika rezerwy został mianowany ze starszeństwem z 1 sierpnia 1916, a na stopień porucznika rezerwy ze starszeństwem z 1 listopada 1918.
19 lutego 1919 został przyjęty z dniem 1 listopada 1918 do Wojska Polskiego, z zatwierdzeniem posiadanego stopnia porucznika ze starszeństwem z 1 listopada 1918, zaliczony do I Rezerwy armii, powołany do służby czynnej na czas wojny, i przydzielony do 17 Pułku Piechoty. 1 czerwca 1921 pełnił służbę w Okręgowym Szpitalu Wojskowym w Krakowie, a jego oddziałem macierzystym był nadal 17 pp. 3 maja 1922 został zweryfikowany w stopniu kapitana ze starszeństwem z 1 czerwca 1919 i 1365. lokatą w korpusie oficerów piechoty. W 1923 nadal pełnił służbę w 17 pp w Rzeszowie. W następnym roku został przeniesiony do 16 Pułku Piechoty w Tarnowie. Później został przeniesiony do 12 Pułku Piechoty w Wadowicach i przydzielony do Dowództwa Okręgu Korpusu Nr V w Krakowie. 23 grudnia 1927 został przeniesiony do kadry oficerów piechoty z pozostawieniem na dotychczas zajmowanym stanowisku w DOK V. W grudniu 1929 został przeniesiony do III batalionu 12 pp, detaszowanego w Krakowie. 27 stycznia 1930 został mianowany majorem ze starszeństwem z 1 stycznia 1930 i 42. lokatą w korpusie oficerów piechoty. W marcu tego roku został przeniesiony do 16 Pułku Piechoty w Tarnowie na stanowisko kwatermistrza. We wrześniu 1933 został zwolniony z zajmowanego stanowiska i oddany do dyspozycji dowódcy Okręgu Korpusu Nr V, a z dniem 31 lipca 1934 przeniesiony w stan spoczynku.
W 1938 mieszkał w Żywcu przy ul. Świętokrzyskiej 6 m. 8.

## Ordery i odznaczenia
- Krzyż Walecznych[21][22]
- Medal Niepodległości – 27 czerwca 1938 „za pracę w dziele odzyskania niepodległości”[23]
- Srebrny Krzyż Zasługi – 10 listopada 1928 „w uznaniu zasług, położonych na polu pracy w poszczególnych działach wojskowości”[24][25]
- Brązowy Medal Zasługi Wojskowej z mieczami na wstążce Krzyża Zasługi Wojskowej[26]
- Srebrny Medal Waleczności 2 klasy[26]